# Dzień słonia (wojsko)

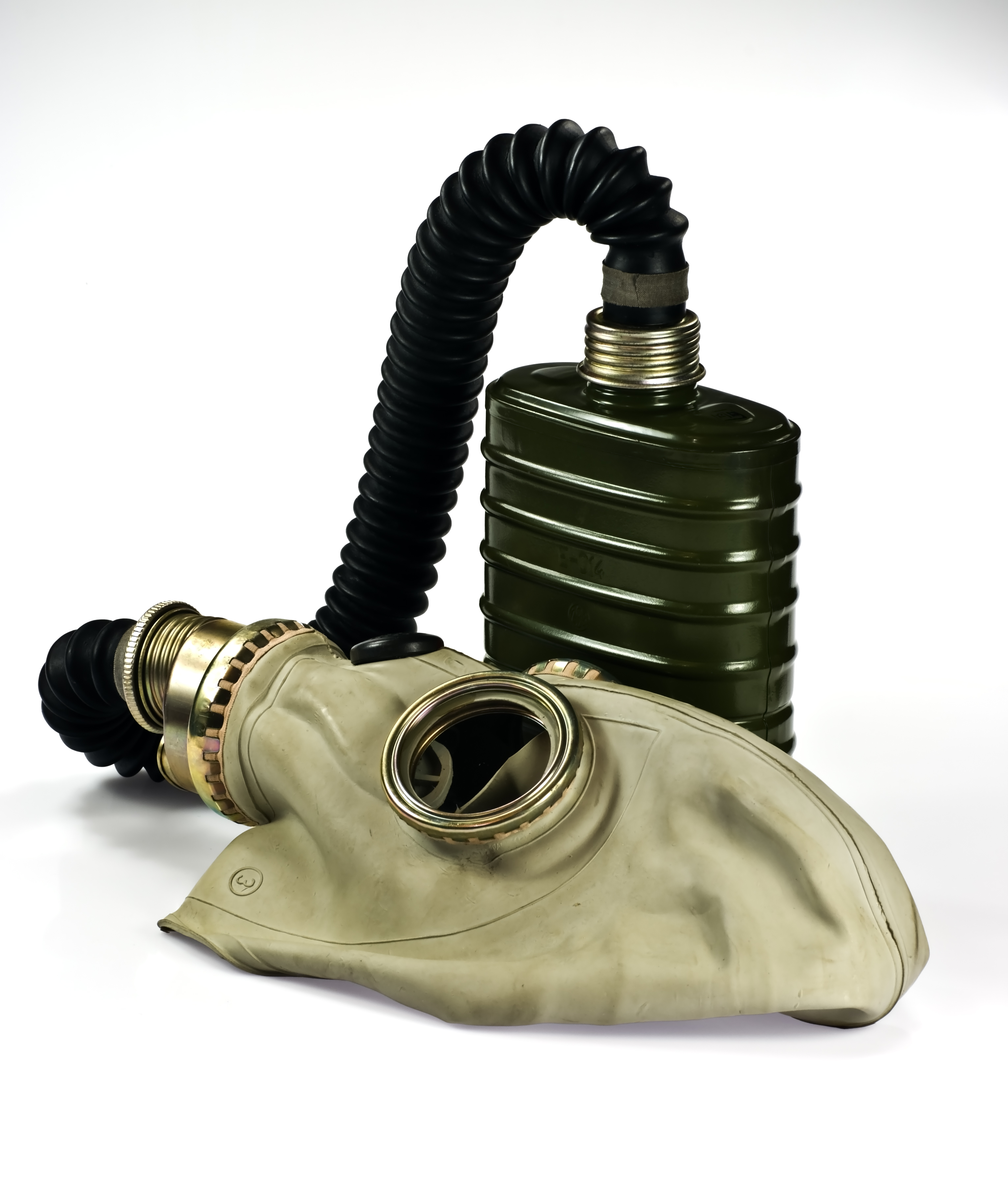
Maska typu MUA, używana w Wojsku Polskim

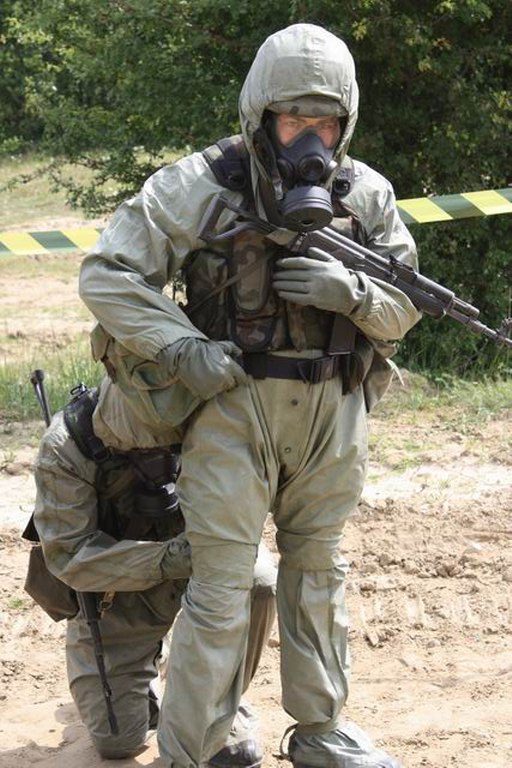
Ćwiczenia "OPChem", w użyciu nowszej maski MP5

Dzień słonia (Święto słonia, dzień za duszny) - w gwarze żołnierskiej określenie dnia szkolenia chemicznego w Wojsku Polskim.
W dniu tym organizowane były treningi długotrwałego przebywania w maskach przeciwgazowych oraz alarmy o skażeniach i inne przedsięwzięcia z dziedziny "OPChem" (obrony przeciwchemicznej). Cały stan osobowy (kadra i żołnierze służby zasadniczej) jednostki wojskowej był obowiązany nosić przy sobie maski przeciwgazowe - to od nich wzięło się wymienione określenie (maskę typu MUA łączyła z pochłaniaczem długa, karbowana rura gumowa, określana "trąbą słonia").